# Subergorgia suberosa
A Subergorgia suberosa a virágállatok (Anthozoa) osztályának a szarukorallok (Alcyonacea) rendjébe, ezen belül a Scleraxonia alrendjébe és a Subergorgiidae családjába tartozó faj.

## Előfordulása
A Subergorgia suberosa előfordulási területe az Indiai- és a Csendes-óceánok. A főbb állományai Indonézia tengervizeiben és Ausztrália északi felének a tengerpartmentéin vannak; de ez a szarukorallfaj Kelet-Afrikánál és Dél-Ázsiánál is fellelhető.